# Převrácená hodnota
V matematice se jako převrácená (neboli reciproká) hodnota čísla x označuje to číslo, které po vynásobení číslem x dává jako výsledek 1. Převrácená hodnota čísla x se označuje jako {\displaystyle {\frac {1}{x}}} nebo {\displaystyle x^{-1}}. Platí tedy, že {\displaystyle x\cdot x^{-1}=1}.
Nula je jediné číslo, které nemá převrácenou hodnotu v racionálním, reálném ani komplexním oboru. (Komplexní čísla však lze rozšířit o tzv. komplexní nekonečno, které je v takto rozšířeném oboru jednoznačným převráceným číslem k nule.) Všechna ostatní čísla z těchto oborů ji mají, přičemž převrácená hodnota racionálního čísla je racionální číslo, převrácená hodnota reálného čísla je reálné číslo (ale převrácená hodnota celého čísla není číslo celé (s výjimkou ±1), ale číslo racionální).
Převrácenou hodnotu komplexního čísla v algebraickém tvaru {\displaystyle z=a+b\mathrm {i} } lze vyjádřit jako
{\displaystyle {\frac {1}{z}}={\frac {1}{a+b\mathrm {i} }}={\frac {a}{a^{2}+b^{2}}}-{\frac {b}{a^{2}+b^{2}}}\mathrm {i} },
v goniometrickém tvaru
{\displaystyle {\frac {1}{z}}={\frac {1}{r\left(\cos(\varphi )+\mathrm {i} \sin(\varphi )\right)}}={\frac {1}{r}}\left(\cos(-\varphi )+\mathrm {i} \sin(-\varphi )\right).}
V abstraktní algebře je převrácená hodnota označována jako inverzní prvek vzhledem k násobení, jedná se o speciální případ inverzního prvku.

## Aplikace
Mnoho prakticky použitelných odvozených veličin (nejen fyzikálních) je definováno jako převrácené hodnoty jiných veličin. Jejich jednotky pak mají v dané soustavě veličin rozměr s rozměrovými exponenty opačného znaménka. Příklady:
- Frekvence je převrácenou hodnotou periody. Jednotka hertz je proto v soustavě SI rovna reciproké sekundě.
- Veličina poddajnost je definována jako převrácená hodnota tuhosti pružné soustavy.
- Vzájemně reciprokými jsou elektrický odpor a elektrická vodivost.

Platí to i pro některé důležité fyzikální konstanty, např.:
- kvantum magnetického toku {\displaystyle \varPhi _{0}} je převrácenou hodnotou Josephsonovy konstanty {\displaystyle K_{\mathrm {J} }} a má tedy jak hodnotu vyjádřenou převráceným číslem, tak definici vyjádřenou převráceným zlomkem zahrnujícím elementární náboj {\displaystyle e} a Planckovu konstantu {\displaystyle h} (třebaže jednotky jsou jiné, ale respektující převrácený rozměr veličiny):
{\displaystyle \varPhi _{0}=h/(2e)\,} = 2,067 833 848…×10−15 Wb,
{\displaystyle K_{\mathrm {J} }=2e/h\,} = 483 597,848 4…×109 Hz·V−1, a tedy
2,067 833 848…×10−15 = (483 597,848 4…×109)−1.